# Le Condottiere (Ingres)
Pour les articles homonymes, voir Le Condottière.
Le Condottiere est un tableau du peintre français Jean-Auguste-Dominique Ingres réalisé en 1821 à Florence, en Italie, et reprise vers 1855. 

## Description
Cette huile sur toile agrandie par trois tasseaux de bois est le portrait en buste d'un condottiere en armure. Il s'agit de l'esquisse d'une figure apparaissant dans l'Entrée à Paris du dauphin, futur Charles V. L'esquisse représente probablement le maréchal d’Audrehem qui escorte le dauphin. 
Lors de sa réalisation en 1821, le peintre ne représente que le visage, il ajoutera la cuirasse vers 1855 : c'est une pratique habituelle chez Ingres de transformer ses esquisses. C'est après l'entrée au Louvre du portrait d’Antonello de Messine en 1865 que le titre Condottiere s'impose aux figures viriles similaires. Cependant, en 1862, le tableau est déjà considéré comme représentant un condottiere,. 

## Historique de l’œuvre
Achetée par Georges de Monbrison auprès du peintre le 15 mars 1862, elle est ensuite vendue aux enchères à la galerie Georges Petit le 13 mai 1904, puis elle rejoint la collection de Marcel Lecomte à Paris et enfin la collection Wildenstein à New York. Achetée 434 500 dollars le 4 mai 2012 chez Sotheby's à New York par la galerie Talabardon & Gautier durant la vente 19th Century European art,, elle est ensuite acquise par la ville de Montauban pour près de 200 000 euros chez Drouot, à Paris, lors de la vente aux enchères organisée par la galerie le 21 mars 2023,.
La peinture est conservée au musée Ingres-Bourdelle de Montauban, dans le Tarn-et-Garonne. Ce tableau est le 45e du musée, qui n'en avait pas acquis de nouveaux depuis 1990. La ville de Montauban, avec l'aide du Fonds régional d'acquisition des musées, avait par ailleurs décidé de fixer sa limite d'achat à 300 000 euros.

## Création
En décembre 1820, il est invité à Florence par son ami, le sculpteur Lorenzo Bartolini, et quitte Rome. Il reçoit la commande de l'Entrée à Paris du dauphin, futur Charles V de la part du comte Amédée-David de Pastoret, en hommage à son ancêtre Jehan Pastoret, avocat au Parlement de Paris et représenté au centre du tableau. Pastoret, nouvellement nommé gentilhomme de la Chambre du Roi, veut ainsi montrer à Louis XVIII sa loyauté à la couronne. Le séjour toscan d'Ingres se termine en 1824 lorsqu'il accompagne sa toile Le Voeu de Louis XIII, réalisée pour la cathédrale de Montauban, au Salon à Paris.

## Expositions
Le tableau est exposé une première fois en 1862 à l'exposition des beaux-arts de Montauban. Dans une lettre à Armand Cambon, datée du 27 avril 1862, Ingres déclare à ce sujet :

« M. de Monbrison, qui vient d’acquérir la tête brune de mon Condottiere, s’empresse de vous la prêter et vous la portera lui-même. Je ne peux vous dire quel homme aimable est M. de Monbrison et combien il m’est dévoué. »

Il est ensuite exposé en 1866 à l'exposition des beaux-arts de Lille puis en 1867 au palais de l'école impériale des beaux-arts de Paris.